# Potentilla martjanovii
Potentilla martjanovii är en rosväxtart som beskrevs av Antonina Vasilievna Polozhij. Potentilla martjanovii ingår i Fingerörtssläktet som ingår i familjen rosväxter. Inga underarter finns listade i Catalogue of Life.